# Хвилинка (місцевість)
Хвилинка — місцевість міста Харкова.

## Водойми
- Жовтневе водосховище
- Річка Уди
- Струмок

## Інфраструктура

### Транспорт
- Залізнична платформа Хвилинка
- На окружній трасі є зупинка «вул. Червона алея» де проходять приміські автобуси № 176, 184, 502, 645, 607, 608, 625, 662,  1199, 1158, 1182, 1592т, 1609, 1610, 1611, 1627, 1650, 1660, 1675, 1669

Неподалік, але у сусідньому мікрорайоні «Нова Баварія», по проспекту Дзюби знаходяться кінцеві зупинки тролейбусів №11 і 27, а також  маршрутних автобусів №  232, 238, 303 та одна з зупинок автобуса № 75 (колись тут в нього була кінцева зупинка, але після того як на окружній трасі авто збило дівчинку, яка поспішала саме на 75-й автобус, маршрут продовжили до окружної траси, яка знаходиться на приблизно такій же відстані від Хвилинки що й кінцеві зупинки інших маршруток).

### Промисловість
- Газорозподільна станція
- ТД «Мілкер». Деревообробне підприємство
- Харківський жировий комбінат

### Освіта і наука
- Загальноосвітня школа I-II ступенів № 81 [Архівовано 22 листопада 2012 у Wayback Machine.]

### Лікарні
- ХОБФ "Відродження Харківщини,Твоя Перемога". Центр ресоціалізації наркозалежної молоді.
- Ветеринарна клініка «ВетСервіс» (вул. Костянтина Калініна, 91)

### Дозвілля
- Удянський гідропарк
- Ресторан «Riva Park Shale» (вул. Полтавський Шлях, 207а)
- Ресторан грузинської та української кухні «Rioni» (вул. Червона Алея, 51)